# Железная дорога Измир-Афьон

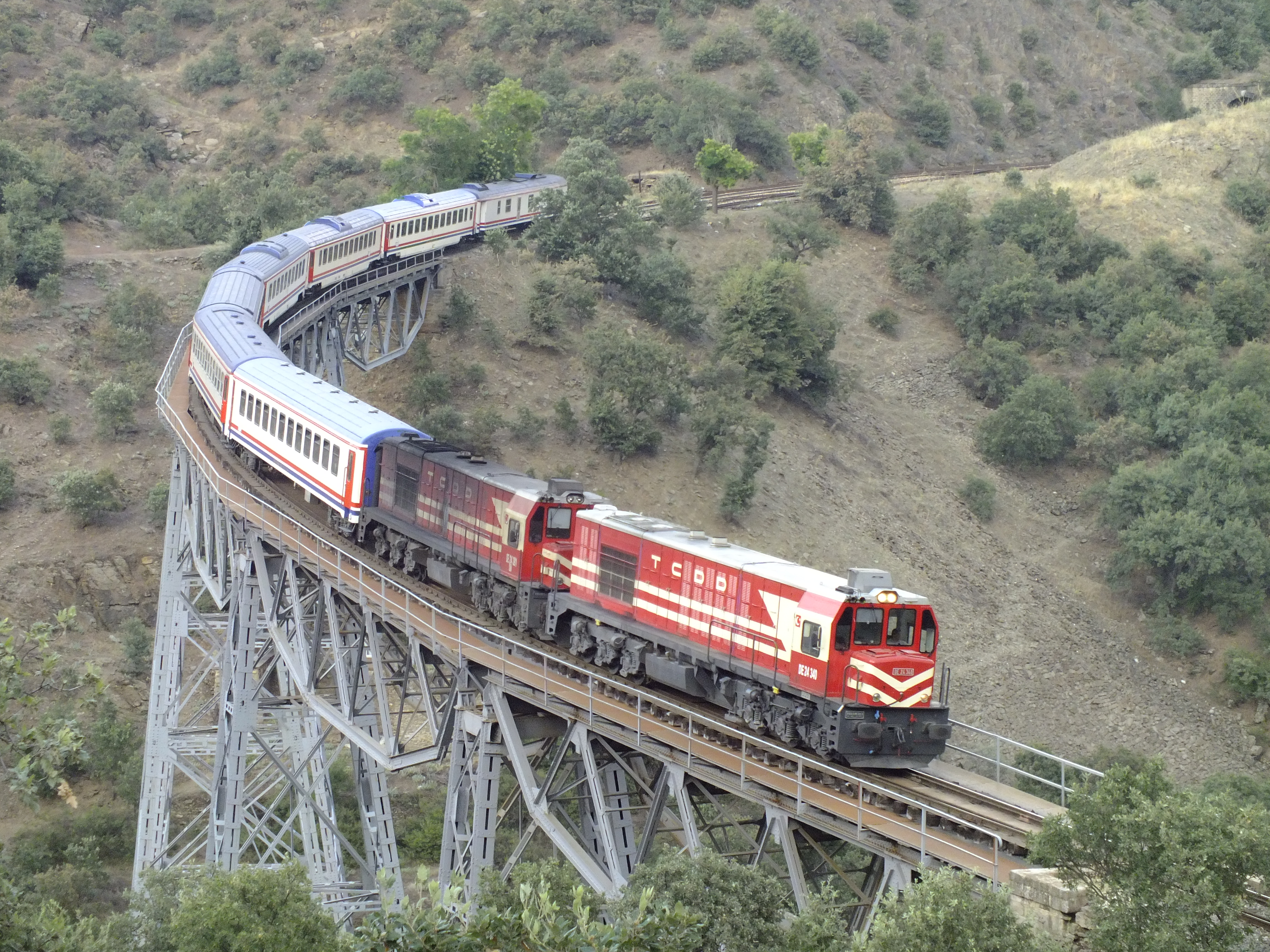
Железная дорога Измир-Афьон. Поезд, идущий на запад, пересекает мост 98 возле села Туркментепе, Маниса. Следующая станция Тургутлу (Касаба).

Железная дорога Измир-Афьон (тур. İzmir–Afyon demiryolu) — в основном однопутная железная дорога в Эгейском регионе Турции, соединяющая Афьонкарахисар с портовым городом Измир. Железная дорога является основным маршрутом грузовых и пассажирских поездов из Эгейского региона в Центральную Анатолию. Она была построена в 1865—1890 гг и является второй старейшей железной дорогой в Турции. Управляется Турецкими железным дорогами.